# Enrico Molinari (psicologo)
Enrico Molinari (Piacenza, 2 luglio 1951) è uno psicologo e psicoterapeuta italiano.

## Biografia
Enrico Molinari è un docente universitario italiano dell'area di psicologia clinica. Attualmente è professore ordinario di psicologia clinica presso l'Università Cattolica del Sacro Cuore, dove dirige la Laurea magistrale in psicologia clinica e della salute e il Master in psicologia sanitaria. Per lo stesso ateneo ricopre gli incarichi di direttore del Laboratorio di psicologia clinica ed è direttore del Laboratorio di psicologia dell'Istituto Auxologico Italiano.
Molinari è affiliato a diverse società scientifiche, tra cui L'Associazione Italiana di Psicologia (AIP), la Società Italiana di Psicologia e Psicoterapia Relazionale (SIPPR) ed è didatta per la Società Italiana di Ricerca e Terapia Sistemica (SIRTS), la Società italiana per lo studio dei disturbi alimentare (SISDCA). È past president del Collegio dei professori di Psicologia Clinica delle Università Italiane e attualmente componente del Consiglio direttivo.
Ha fondato nel 1983 e diretto per oltre venti anni la Cooperativa Sette che svolge attività di accoglienza e riabilitazione con tossicodipendenti, disabili e persone con disagio psicosociale. Molinari è stato l'ideatore e il responsabile del progetto "Psicologi in Farmacia", che ha dato la possibilità di effettuare colloqui psicologici gratuiti per i cittadini all'interno di alcune farmacie di Milano.
È componente della Commissione del Ministero dell'Istruzione, della Università e della Ricerca per il riconoscimento delle Scuole di psicoterapia ed è stato membro della Commissione del Ministero della Salute per lo Studio e la cura dei Disturbi Alimentari.
Dal 2006 al 2010 è stato Presidente dell'Ordine degli psicologi della Lombardia.
Nel 2009 ha ricevuto l'Ambrogino d'oro" dal Comune di Milano, come riconoscimento per la sua opera nel campo della ricerca clinica, per l'attività didattica e professionale.
Attualmente è presidente dell'associazione Professione Psicologo e socio onorario dell'Associazione Psicologi Europei in Formazione .

## Volumi pubblicati
- Il processo terapeutico nell'approccio sistemico: l'interazione tra osservatore e osservato, Unicopli, Milano, 1995, (con. A. Mosconi)
- Virtual environments in clinical psychology and neuroscience, IOS Press, Amsterdam, 1998 (con G. Riva, B.K. Wiederhold)
- Percorsi di ricerca in Giovanni Peri. Dal Laboratorio di A. Gemelli alla psicologia cognitiva e della salute, Franco Angeli, Milano, 1999.
- Psiche e bassa statura: aspetti biologici e psico-sociali dello sviluppo umano, Raffaello Cortina, Milano, 1999 (con A. Sartorio)
- La riabilitazione psicologica nel disturbo mentale, CSE, Torino, 2000 (con A. Taverna)
- Psicologia clinica delle sindromi rare, Bollati Boringhieri, Torino, 2002
- Psicologia clinica dell'obesità, Bollati Boringhieri, Torino, 2004
- Clinical Psychology and Heart Disease, Springer, New York, 2006 (con A. Compare e G. Parati)
- Salute ed equilibrio nutrizionale, Springer, Milano, 2006
- Psicologia clinica: dialoghi e confronti, Springer, Milano, 2007 (con A. Labella)
- Realtà virtuale in Psicologia Clinica. Nuovi percorsi di intervento nel disturbo di panico con agorafobia, McGraw-Hill Companies, 2007 (con F. Vincelli, G. Riva)
- Mente e cuore. Clinica psicologica della malattia cardiaca, Springer, Milano, 2007 (con A. Compare, G. Parati)
- Bevande analcoliche. Piacere, libertà, responsabilità, Springer, Milano, 2008 (con C. Bosio, A. Poli)
- Psicologia Clinica del Dolore, Springer, Milano, 2010 (con G. Castelnuovo)
- Da Edipo Re a Edipo a Colono. Ciclo di vita e riflessioni psicoanalitiche, EduCatt, Milano, 2011 (con P. Bozzaro)
- Clinica psicologica dell'obesità, Springer, Milano, 2012 (con G. Castelnuovo)